# Walt Disney Studio Entertainment
Walt Disney Studio Entertainment, ook wel bekend als Walt Disney Studios, is een van de vijf primaire divisies van The Walt Disney Company. Studio Entertainment is verantwoordelijk voor de productie en distributie van de belangrijkste films, theater- en musicalshows en enkele geanimeerde televisieprogramma's van het concern. Het concernonderdeel wordt geleid door Dick Cook.
Het bedrijfsonderdeel bevat de Buena Vista Motion Pictures Group, een groep van filmbedrijven, inclusief Walt Disney Pictures, Touchstone Pictures en Hollywood Pictures. Miramax Films is ook onderdeel van deze groep, alleen opereert autonoom vanuit New York. Het bedrijfsonderdeel bevat ook de Buena Vista Music Group, waar onder andere Walt Disney Records, Mammoth Records, Lyric Street Records en Hollywood Records in verenigd zijn. Verder bevat The Walt Disney Studios ook nog Walt Disney Theatrical Productions (voorheen Buena Vista Theatrical Productions), Buena Vista International, Buena Vista Home Entertainment en Buena Vista Home Entertainment International.

## Merknaam
Critici stellen dat de merknaam Buena Vista bij Disney (licht) uit de gratie raakt. Was het eerst Buena Vista Theatrical, nu is de divisie hernoemd en bevat het de Walt Disney-merknaam. Er is ook een trend gaande waarbij er steeds meer dvd's uitgebracht worden onder de merknaam Walt Disney Home Entertainment, terwijl het feitelijk Buena Vista Home Entertainment is die de dvd's distribueert en de distributierechten in handen heeft.
Walt Disney Studios, de belangrijkste filmstudio van Disney en tevens het hoofdkantoor, is de enige grote Hollywood-productiestudio die nog nooit tours heeft gegeven voor het publiek. Dicht bij de Walt Disney Studios liggen de studiofaciliteiten van Warner Bros., dat net als Disney ook het hoofdkantoor in Burbank heeft liggen.

## Animatie
Een van de succesvolste onderdelen van Studio Entertainment is Walt Disney Feature Animation, verantwoordelijk voor een groot aantal klassieke en traditionele animatiefilms. Disney heeft echter al sinds een paar jaar erkend dat deze divisie (die nog grote delen van animatiefilms met de hand maakt) verouderd is en heeft inmiddels de oude werkwijze al drastisch veranderd. Alle handeditors werden ontslagen en de divisie werkt nu volledig met de computer (computeranimatie). De laatste traditionele animatiefilm van Disney was Paniek op de Prairie en de allereerste volledig door Disney geproduceerde computeranimatiefilm is Chicken Little, die op 4 november 2005 is uitgekomen. Disney heeft op deze drastische veranderingen al veel kritiek gehad, omdat fans zeggen dat het niet gaat om hoe de film is gemaakt, maar dat het gaat om de plot en de personages in een film.
Desalniettemin, kwam er vanaf 2008 een einde aan alle kritiek. Toen de film Bolt uitkwam, was men erg enthousiast.
In 2009 ging Disney Animation Studios terug naar hun roots, en produceerde voor het eerst na 5 jaar een nieuwe handgetekende film, The Princess and the Frog een film in de geest van The Little Mermaid en Beauty and the Beast. 
Een jaar later (2010), bracht Disney hun eerste computeranimatiefilm gebaseerd op een sprookje uit, Tangled, een nieuwe twist op het sprookje Rapunzel.
In 2011 keerde Disney nogmaals terug naar 2D animatie met Winnieh the Pooh.
Disney pakte verrassend uit met het moderne Wreck-it Ralph' in 2012 een film over computergames.
Het jaar daarop (2013) na het succes van Tangled kwam de film Frozen uit ook een met de computer geanimeerd sprookje, dit keer gebaseerd op The Snow Queen.
Menig Disneyfan gelooft dat Disney zich bevindt in het midden van een nieuwe renaissance, en worden vooral de films Tangled, Wreck-it Ralph en Frozen vergeleken met klassiekers als The Little Mermaid, Beauty and the Beast, Aladdin, en The Lion King.
Doordat Disney besliste om alleen nog maar computeranimatiefilms te gaan maken, werden zij een directe concurrent van hun partner Pixar. Disney en Pixar werden het niet eens over een verlenging van het contract tussen beide studio's, waardoor Pixar een nieuwe partner voor de distributie van hun films moest gaan zoeken.

### Overname Pixar
Op 24 januari 2006 kondigden The Walt Disney Company en Pixar aan dat ze een akkoord bereikt hebben over de overname van Pixar. De overname geschiedde door middel van een aandelenswap. Met een belang van 50,6% in het animatiebedrijf, was Steve Jobs de grootste (individuele) aandeelhouder in Disney geworden. Steve Jobs werd tevens toegevoegd aan de Raad van Commissarissen van Disney, als niet-onafhankelijk lid. De huidige president van Pixar, Ed Catmull, is president van zowel Pixar als van Walt Disney Feature Animation geworden.
Na de overname rolden er na lange tijd nieuwe succesvollere animatiefilms uit de Disneystudio. Met name Bolt, The Princess and the Frog, Tangled, Wreck-it Ralph, Brave en Frozen.